# Выхухоль
Вы́хухоль, или русская выхухоль, или хоху́ля (лат. Desmana moschata), — вид млекопитающих отряда насекомоядных из трибы Desmanini подсемейства Talpinae семейства кротовых. Один из двух видов трибы; вторым видом является пиренейская выхухоль (Galemys pyrenaicus).

## Распространение
Выхухоль — реликтовый вид, эндемичный на территории бывшего СССР. В доисторические времена встречалась в Европе вплоть до Британских островов. Её современный естественный ареал имеет разорванный характер и в основном ограничен бассейнами Волги, Дона и Урала. В советское время выхухоль встречалась на северо-западе Казахстана, изредка также в Литве, Украине, и Белоруссии.
Ареал выхухоли в середине XX века был следующим:
- В бассейне Днепра (на Европейской части России) выхухоль встречается по рекам Ипуть, Вязьма, Остёр, Сейм, Свапа Смоленской, Брянской и Курской областей.
- В бассейне Дона — по рекам Воронеж, Битюг, Хопёр и их притокам (Воронежская, Тамбовская, Липецкая, Саратовская, Пензенская, Волгоградская области).
- В верховьях Волги встречается по рекам Которосль (Ярославская область) и Унжа (Костромская область). Одна из наиболее крупных популяций сохранилась в нижнем течении Клязьмы (Владимирская, Ивановская области), по нижнему течению Мокши и в Цне (Рязанская, Тамбовская области). Обычна в нижнем течении Оки (Владимирская, Рязанская и Нижегородская области). Однако этой популяции угрожает подъём Чебоксарского водохранилища[2]. В средней части Волги встречается по реке Сура (Пензенская, Ульяновская области) и по реке Алатырь в Мордовии. Ниже по Волге выхухоль редка.
- Выпущенные в 1961 г. в Челябинской области выхухоли расселились вниз по реке Уй в Курганскую область и перешли в пойму Тобола.
- Кожевниковский район Томской области — место разведения в специализированном заказнике.

## Описание
Русская выхухоль — небольшое млекопитающее. Тело длиной 18—22 см, хвост — такой же, масса до 520 г.
Хвост покрыт роговыми чешуйками, а вдоль верха ещё и жёсткими волосами, образующими киль. У самого основания хвост как бы перетянут (имеет наименьший диаметр). За перехватом (в первой трети длины хвоста) следует грушевидное утолщение. В нём расположены специфические (мускусные, пахучие) железы, маслянистый мускус которых выдавливается через многочисленные отверстия, расположенные на нижней стороне утолщения. За утолщением хвост сильно сжат с боков.
Нос хоботом. Вибриссы очень длинные; на теле растут чувствительные волоски.
Конечности довольно короткие, 5-палые, задние стопы крупнее и шире передних. Пальцы до когтей объединены плавательной перепонкой. Когти хорошо развиты, длинные, слабо изогнутые. По краям всех лап идёт кайма из жёстких щетинистых волос, которая увеличивает плавательную поверхность лап.
Мех у выхухоли густой, бархатистый, очень прочный, волоски меха устроены не как у других животных: к верху они расширяются, а к корню сужаются. Окраска спины серовато- или тёмно-коричневая, брюшка — серебристо-серая или серебристо-белая. Мех настолько хорошо удерживает воздух, что в нём поселяется паразит — жук-выхухолевик (Silphopsyllus desmanae), неприспособленный к дыханию в воде.
Зубов у выхухоли — 44. Зубная формула {\displaystyle I{3 \over 3}C{1 \over 1}P{4 \over 4}M{3 \over 3}}.
Глаза рудиментарные, размером с булавочную головку. Выхухоли практически слепы, но обладают развитым обонянием и осязанием.
Правая половина сердца толще и массивнее, чем у сухопутных зверей. Вода плотнее воздуха и сильнее сжимает грудную клетку. Чтобы преодолеть это воздействие, мышцы правого желудочка усилены дополнительными мышечными волокнами.

## Образ жизни
Выхухоль ведёт полуводный образ жизни. Наиболее благоприятны для обитания выхухоли замкнутые пойменные водоёмы (типа стариц) с площадью водного зеркала 0,1—0,5 га и глубиной 1,3—5 м, с участками невысоких, но сухих обрывистых берегов с водной растительностью и близостью пойменного леса.
Бо́льшую часть года выхухоли живут в норах с одним выходом каждая. Выход открывается под водой. Основная часть хода, расположенного над уровнем воды, идёт почти горизонтально на 2,5—3 метра и снабжена 2—3 расширениями (камерами или кольцами). В период половодья камеры затопляются, выхухоли их покидают и укрываются тогда на полузатопленных деревьях, в кучах наносов или в неглубоких временных норах, вырытых в незатопленных участках коренного берега. На дне водоёма между входами в две смежные норы проложена траншея, прорезывающая всю толщу ила до песчаной основы.
Летом выхухоли живут поодиночке, парами или семьями, а зимой в одной норе могут жить до 12—13 особей разного пола и возраста. Каждая особь имеет временно посещаемые норы, расположенные на расстоянии 25—30 метров одна от другой. Такое расстояние выхухоль проплывает вдоль соединительной траншеи за нормальный срок её пребывании под водой — за 1 минуту (хотя может задерживаться в толще воды до 3—4 минут).
Когда выхухоль передвигается по донной траншее, она постепенно выдыхает набранный в лёгкие воздух в виде вереницы небольших пузырьков. Под давлением воды пузырьки выходят также из толщи мехового покрова. Зимой пузырьки воздуха скапливаются над траншеей под нижней поверхностью льда и постепенно вмерзают в него в виде пустот разной величины. Лёд над траншеей становится пористым и непрочным. За счёт пузырьков воздуха подо льдом над донной траншеей выхухоли создаются условия лучшей аэрации, привлекающей сюда моллюсков, пиявок и мальков. Привлекающее действие на них оказывает, видимо, и запах мускуса, какие-то дозы которого создают над траншеей пахучий след. Выхухоль не мечется по дну водоёма в поисках пищи, а передвигается по системе траншей, к которым её жертвы сами активно стягиваются. При опасных для жизни выхухоли ранних паводках лёд ломается прежде всего по линии с высокой пористостью (над траншеями); через образовавшиеся трещины выхухоли уходят от затопления и верной гибели. При нередких зимних подъёмах воды норы выхухоли затапливаются. Лёд, даже если он пористый, не всегда создаёт широкую трещину, достаточную для выхода животного на поверхность. В затопленной норе выхухоль погибает через 5—6 минут. В сильно засушливые годы пойменные водоёмы мелеют или полностью пересыхают. Отыскать другой водоём для выхухоли зачастую затруднительно. Животное практически слепое (контуров не различает), косолапое (длинные пальцы на задних конечностях у него сильно изогнуты). На земной поверхности оно не может быстро передвигаться и становится жертвой хищников.
В неволе выхухоли доживают до 5 лет, в природе — до 4.

## Питание
Выхухоли нуждаются в большом количестве пищи. Взрослое млекопитающее за одни сутки может съесть количество пищи, равное её весу. В летний период выхухоль употребляет в пищу в основном только донную живность, к которой относятся личинки жука-радужницы, пиявки, брюхоногие моллюски, личинки ручейников и пр. Во время зимних месяцев к этому корму добавляются ещё разнообразные растительные корма и даже мелкая рыба.

## Размножение
Половая зрелость наступает в возрасте 10—11 месяцев. В период весеннего половодья вытесненные из нор выхухоли соединяются парами. В тихие дни этого периода они издают своеобразные звуки: самцы громко стрекочут, самки издают нежные, мелодичные звуки. Гон сопровождается драками между самцами. После 45—50 дней беременности рождается от 1 до 5 детёнышей, слепых, голых и беспомощных. Масса новорождённого составляет 2—3,3 г (почти вдвое меньше новорождённого крысёнка). Гнездовая камера находится на небольшой глубине, температура воздуха в ней в зимние месяцы низкая. Самка устраивает гнездо из мокрых растений, собранных на дне водоёма. Возвращаясь в нору после кормёжки, самка стряхивает с себя воду. Мех не намокает, но на его поверхности могут оставаться плёнка и капли воды, температура которой близка к нулю.
Пики рождаемости приходятся на конец мая — июнь и ноябрь — декабрь. Приплодов в году 2. Если самку потревожить, она перевозит потомство в другую нору, посадив его на спину. Самец находится при выводке. В месячном возрасте детёныши начинают кормиться взрослой пищей; в 4—5 месяцев становятся самостоятельными.

## Статус популяции и охрана

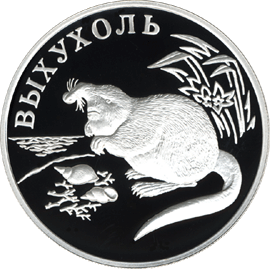
Выхухоль. Монета Банка России из серии «Красная книга», серебро, 1 рубль, 2000 год

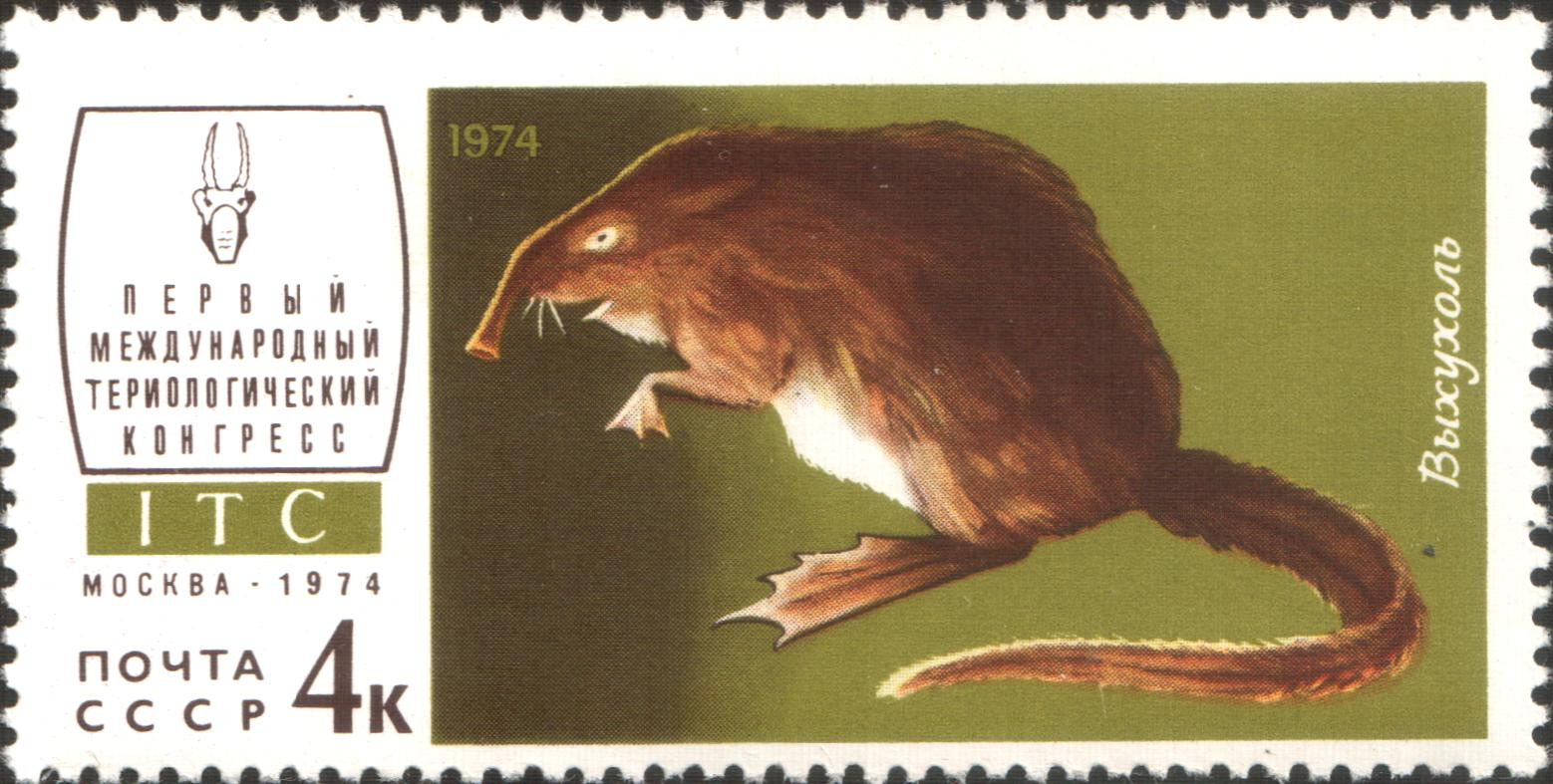
Почтовая марка СССР 1974 года

Выхухоль — редкий эндемичный вид, занесённый в Красную книгу России с категорией 1: находящийся под угрозой исчезновения реликтовый вид. К такому плачевному положению выхухоли в России привели такие факторы как: вырубка пойменных лесов, загрязнение водоёмов, где обитают животные, осушение пойменных угодий, что ухудшает условия для добычи корма и защиты, строительство плотин и дамб, а также застройка на берегах водоёмов, создание водохранилищ, выпас скота вблизи водоёмов.

### Лимитирующие факторы
Ареал выхухоли невелик, поскольку благоприятных для неё водоёмов мало. К естественным факторам, отрицательно влияющим на её численность, относятся длительные зимние паводки и высокое половодье. При зимних подъёмах воды норы выхухолей затапливаются, и они тонут. Засушливым летом пойменные водоёмы мелеют и пересыхают, и выхухолям приходится искать новое место жительства. На земле выхухоли из-за слабого зрения и медлительности практически беззащитны, хотя хищники редко едят их из-за сильного мускусного запаха. На них иногда нападают горностаи, хорьки, выдры, лисицы, бродячие собаки и кошки; из птиц — болотный лунь, чёрный коршун, скопа, беркут, большой подорлик, филин, серая неясыть, даже серая ворона и сорока. Под водой на них охотятся щуки и крупные сомы. Вредят выхухолям также кабаны, разрывающие землю, и даже пасущийся скот. Но наибольшее давление на них оказывают интродуцированные виды — американская норка и ондатра; последняя активно вытесняет выхухоль, занимая её норы.
Однако основное сокращение ареала и численности выхухоли происходит из-за антропогенных факторов: сетного рыболовства, хозяйственного преобразования пойм (осушение, забор воды для орошения, вырубка лесов), выпаса скота, загрязнения водоёмов.

### Хозяйственное значение и меры охраны
В прошлом выхухоль являлась ценным промысловым видом. До третьей четверти XVII века её добывали исключительно из-за мускусного запаха. На Руси высушенными выхухолевыми хвостами перекладывали бельё; позднее секрет её мускусных желез стал применяться в парфюмерии как закрепитель запаха духов. Только позднее выхухолей стали добывать ради меха, причём он ценился выше бобрового.
Запрет на добычу выхухоли был объявлен советским правительством в 1920 году и действовал более 20 лет. За это время численность выхухолей заметно увеличилась, и добыча вновь была разрешена. Однако в 1957 году её снова запретили, за исключением отлова животных для расселения.
В России неоднократно предпринимались меры по охране и восстановлению популяции выхухолей. С 1929 по 1999 год было расселено более 10 000 особей, в том числе в Новосибирской (река Тартас) и Томской (река Таган) областях, где раньше выхухоль не водилась. Были созданы 4 заповедника и 80 заказников федерального и местного значения, где сосредоточено более 30 % от общего числа животных. С осени 2000 года Центр охраны дикой природы при финансовой поддержке Фонда национальных парков осуществляет проект «Сохраним русскую выхухоль», направленный на оценку современного состояния популяции выхухоли и разработку мер её сохранения. К 2020 году в природе осталось всего около 6000 выхухолей, сконцентрированных исключительно в России.

## В массовой культуре
В 2017 году образ выхухоли был выбран как маскот отделения Министерства природы в Калужской области. Осенью 2021 года он привлёк к себе широкое внимание благодаря многочисленным публикациям в СМИ.